# Nomada nigrocincta
Nomada nigrocincta är en biart som beskrevs av Smith 1879. Nomada nigrocincta ingår i släktet gökbin, och familjen långtungebin. Inga underarter finns listade i Catalogue of Life.